# Willy Bertin
Willy Bertin (Angrogna, 26 agosto 1944) è un ex biatleta e fondista italiano.

## Biografia
Nato nel 1944 ad Angrogna, in provincia di Torino, ha iniziato a gareggiare nel 1964, a 20 anni.
Tra 1971 e 1978 ha preso parte a 7 edizioni dei Mondiali di biathlon. A Hämeenlinna 1971 è arrivato 19º nell'individuale, a Lake Placid 1973, 7º nell'individuale, a Minsk 1974 27º nell'individuale e 22º nello sprint, ad Anterselva 1975 12º nell'individuale, 13º nello sprint e 6º nella staffetta, ad Anterselva 1976 6º nello sprint, a Vingrom 1977 16º nell'individuale, 18º nello sprint e 7º nella staffetta e a Hochfilzen 1978 18º nell'individuale e 31º nello sprint.
A 27 anni ha partecipato ai Giochi olimpici di Sapporo 1972, chiudendo 16º nell'individuale con il tempo di 1h21'03"04 e 10º nella staffetta in 1h59'47"62, insieme a Giovanni Astegiano, Lino Jordan e Corrado Varesco.
4 anni dopo ha preso parte di nuovo alle Olimpiadi, quelle di Innsbruck 1976, terminando 4º nell'individuale con il tempo di 1h16'50"36 e 6º nella staffetta in 2h06'16"55, insieme a Pierantonio Clementi, Lino Jordan e Luigi Weiss.
Ai campionati italiani di biathlon ha vinto 13 medaglie: 3 ori (1974, 1977 e 1978) e 2 argenti (1971 e 1976) nell'individuale, 1 argento (1970) e 2 bronzi (1972 e 1975) nell'individuale grosso calibro, 1 oro (1976) e 2 argenti (1977 e 1978) nello sprint e 1 argento (1975) e 1 bronzo (1974) nello sprint grosso calibro, mentre a quelli di sci di fondo un bronzo nella 15 km nel 1972.
Ha chiuso la carriera nel 1976, a 32 anni.